# Список претендентів на 89-ту премію «Оскар» за найкращий фільм іноземною мовою
Премія «Оскар»

<< Попер. список • Наст. список >>
Це — список фільмів, висунутих на 89-ту премію «Оскар» за найкращий фільм іноземною мовою. З моменту створення категорії в 1956 році Академія кінематографічних мистецтв і наук щороку запрошує кіноіндустрії різних країн для висунення їхніх найкращих фільмів на премію «Оскар». Нагорода щорічно вручається Академією повнометражному фільму, виробленому за межами США переважно неанглійською мовою. Оскарівський комітет спостерігає за процесом і розглядає всі висунуті фільми.
Висунуті фільми повинні вийти в кінопрокат (щонайменше сім днів комерційного показу) в першу чергу у своїх країнах в період з 1 жовтня 2015 року до 30 вересня 2016. Термін подачі заявок закінчився 3 жовтня 2016 року, і пізніше в цьому ж місяці Академія оголошує кінцевий список допущених фільмів. Дев'ять фіналістів були оголошені в середині грудня, остаточні п'ять номінантів — 17 січня 2017 року. Переможець був оголошений на церемонії вручення премії 28 лютого 2017 року.

## Висунуті фільми
| Країна                   | Фільм                                 | Оригінальна назва                     | Мова(-и)                                     | Режисер(и)                               | Результат      | Дж     |
| ------------------------ | ------------------------------------- | ------------------------------------- | -------------------------------------------- | ---------------------------------------- | -------------- | ------ |
| Австралія                | Танна                                 | Tanna                                 | наувгал                                      | Мартін Батлер, Бентлі Дін                | Шорт-лист      | [ 5 ]  |
| Австрія                  | Перед світанком                       | Vor der Morgenröte                    | німецька                                     | Марія Шрадер                             | Не номінований | [ 6 ]  |
| Албанія                  | Хром                                  | Krom                                  | албанська                                    | Бужар Алімані                            | Не номінований | [ 7 ]  |
| Алжир                    | Колодязь                              | Le Puits                              | французька, арабська                         | Лотфі Бушуші                             | Не номінований | [ 8 ]  |
| Афганістан               | Розлука                               | رفتن                                  | перська, дарі                                | Навід Махмуді                            | Не номінований | [ 9 ]  |
| Аргентина                | Почесний громадянин                   | El ciudadano ilustre                  | іспанська                                    | Гастон Дюпра, Маріано Кон                | Не номінований | [ 10 ] |
| Бангладеш                | Безіменні                             | অজ্ঞাতনামা                                | бенгальська                                  | Таукір Ахмед                             | Не номінований | [ 11 ] |
| Бельгія                  | Арденни                               | D'Ardennen                            | нідерландська                                | Робін Пронт                              | Не номінований | [ 12 ] |
| Болгарія                 | Лузери                                | Каръци                                | болгарська                                   | Івайло Христов                           | Не номінований | [ 13 ] |
| Болівія                  | Запечатаний вантаж                    | Carga Sellada                         | іспанська                                    | Джулія Варгас-Вайсе                      | Не номінований | [ 14 ] |
| Боснія і Герцеговина     | Смерть у Сараєві                      | Smrt u Sarajevu                       | боснійська                                   | Даніс Танович                            | Не номінований | [ 15 ] |
| Бразилія                 | Маленький секрет                      | Pequeno Segredo                       | португальська                                | Девід Шурманн                            | Не номінований | [ 16 ] |
| Велика Британія          | У тіні                                | زیر سایه                              | перська                                      | Бабак Анварі                             | Не номінований | [ 17 ] |
| Венесуела                | Здалеку                               | Desde allá                            | іспанська                                    | Лоренцо Віґас                            | Не номінований | [ 18 ] |
| Вірменія                 | Землетрус                             | երկրաշարժ                             | вірменська, російська                        | Сарік Андреасян                          | Не номінований | [ 19 ] |
| В'єтнам                  | Жовті квіти на зеленій траві          | Tôi thấy hoa vàng trên cỏ xanh        | в'єтнамська                                  | Віктор Ву                                | Не номінований | [ 20 ] |
| Гонконг                  | Порт призначення                      | 踏血尋梅                              | кантонська                                   | Філіп Юн                                 | Не номінований | [ 21 ] |
| Греція                   | Шевальє                               | Chevalier                             | грецька                                      | Афіна Рахель Цангарі                     | Не номінований | [ 22 ] |
| Грузія                   | Чужий дім                             | სხვისი სახლი                          | грузинська                                   | Русудан Глурджідзе                       | Не номінований | [ 23 ] |
| Данія                    | Під піском                            | Under sandet                          | данська, німецька                            | Мартін Зандвліет                         | Шорт-лист      | [ 24 ] |
| Домініканська Республіка | Цукрова квітка                        | Flor de Azúcar                        | іспанська                                    | Фернандо Баес Мелья                      | Не номінований | [ 25 ] |
| Еквадор                  | Таке життя в тропіках                 | Sin Muertos No Hay Carnaval           | іспанська                                    | Себастьян Кордеро                        | Не номінований | [ 26 ] |
| Естонія                  | Мати                                  | Ema                                   | естонська                                    | Кадрі Киусаар                            | Не номінований | [ 27 ] |
| Єгипет                   | Протистояння                          | اشتباك                                | арабська                                     | Мохамед Діаб                             | Не номінований | [ 28 ] |
| Ізраїль                  | Піщана буря                           | סופת חול                              | арабська                                     | Еліт Зексер                              | Не номінований | [ 29 ] |
| Індія                    | Допит                                 | விசாரணை                                  | тамільська                                   | Ветрімааран                              | Не номінований | [ 30 ] |
| Індонезія                | Листи з Праги                         | Surat dari Praha                      | індонезійська                                | Анджа Двімас Сасонгко                    | Не номінований | [ 31 ] |
| Ірак                     | Ель-Класіко                           | El clásico                            | курдська                                     | Халкафт Мустафа                          | Не номінований | [ 32 ] |
| Іран                     | Комівояжер                            | فروشنده                               | перська                                      | Асгар Фархаді                            | Шорт-лист      | [ 33 ] |
| Ісландія                 | Горобці                               | Þrestir                               | ісландська                                   | Рунар Рунарссон                          | Не номінований | [ 34 ] |
| Іспанія                  | Джульєтта                             | Julieta                               | іспанська                                    | Педро Альмодовар                         | Не номінований | [ 35 ] |
| Італія                   | Море у вогні                          | Fuocoammare                           | італійська                                   | Джанфранко Розі                          | Не номінований | [ 36 ] |
| Йорданія                 | 3000 ночей                            | 3000 ليلة                             | арабська іврит                               | Мей Масрі                                | Не номінований | [ 37 ] |
| Казахстан                | Аманат                                | Amanat                                | казахська російська                          | Сатибалди Наримбетов                     | Не номінований | [ 38 ] |
| Канада                   | Це всього лиш кінець світу            | Juste la fin du monde                 | французька                                   | Ксав'є Долан                             | Шорт-лист      | [ 39 ] |
| КНР                      | Сюаньцзан                             | 大唐玄奘                              | мандаринська                                 | Хо Цзяньці                               | Не номінований | [ 40 ] |
| Киргизстан               | Заповіт батька                        | Atanyn Kereezi                        | киргизька                                    | Бакит Мукул, Дастан Жапар уулу           | Не номінований | [ 41 ] |
| Колумбія                 | На прізвисько «Марія»                 | Alias María                           | іспанська                                    | Хосе Луїс Ругелес                        | Не номінований | [ 42 ] |
| Косово                   | Дім, милий дім                        | Home Sweet Home                       | албанська                                    | Фетон Байрактарі                         | Не номінований | [ 43 ] |
| Коста-Рика               | Про нас                               | Entonces Nosotros                     | іспанська                                    | Ернан Хіменес                            | Не номінований | [ 44 ] |
| Куба                     | Компаньйон                            | El acompañante                        | іспанська                                    | Павел Жиро                               | Не номінований | [ 45 ] |
| Латвія                   | Зоря                                  | Ausma                                 | латиська                                     | Лайла Пакалниня                          | Не номінований | [ 46 ] |
| Литва                    | День Сенеки                           | Senekos diena                         | литовська                                    | Крістійонас Вілджюнас                    | Не номінований | [ 47 ] |
| Ліван                    | Дуже великий фільм                    | فيلم كتير كبير                        | арабська                                     | Мір-Жан Бу Шаая                          | Не номінований | [ 48 ] |
| Люксембург               | Голоси Чорнобиля                      | La supplication                       | французька                                   | Пол Крачтен                              | Не номінований | [ 49 ] |
| Північна Македонія       | Визволення Скоп'є                     | Ослободување на Скопје                | македонська німецька болгарська              | Данило Сербедзіджа, Раде Шербеджія       | Не номінований | [ 50 ] |
| Малайзія                 | Реда                                  | Redha                                 | малайська                                    | Тунку Мона Різа                          | Не номінований | [ 51 ] |
| Марокко                  | Милі в моєму взутті                   | مسافة ميل بحذائي                      | арабська                                     | Саїд Халлаф                              | Не номінований | [ 52 ] |
| Мексика                  | Пустеля                               | Desierto                              | іспанська, англійська                        | Хонас Куарон                             | Не номінований | [ 53 ] |
| Непал                    | Чорна курка                           | कालो पोथी                                 | непальська                                   | Мін Багадур Бам                          | Не номінований | [ 54 ] |
| Нідерланди               | Тоніо                                 | Tonio                                 | нідерландська                                | Паула ван дер Уст                        | Не номінований | [ 55 ] |
| Німеччина                | Тоні Ердманн                          | Toni Erdmann                          | німецька                                     | Марен Аде                                | Шорт-лист      | [ 56 ] |
| Нова Зеландія            | Мерехтлива правда                     | A Flickering Truth                    | дарі                                         | П'єтра Бретткеллі                        | Не номінований | [ 57 ] |
| Норвегія                 | Вибір короля                          | Kongens nei                           | норвезька                                    | Ерік Поппе                               | Шорт-лист      | [ 58 ] |
| Пакистан                 | Мах-е-Мір                             | ماہ میر                               | урду                                         | Анджум Шахзад                            | Не номінований | [ 59 ] |
| Палестина                | Ідол                                  | الآيدول‎‎                               | арабська                                     | Хані Абу-Ассад                           | Не номінований | [ 60 ] |
| Панама                   | Сальсіпуедес                          | Salsipuedes                           | іспаннська                                   | Рікардо Агіляр Наварро, Мануель Родрігес | Не номінований | [ 61 ] |
| ПАР                      | Називай мене злодієм                  | Noem My Skollie                       | африкаанс                                    | Дерейн Джошуа                            | Не номінований | [ 62 ] |
| Перу                     | Відеофілія (та інші вірусні синдроми) | Videofilia: y otros síndromes virales | іспанська                                    | Хуан Деніел Фернандес                    | Не номінований | [ 63 ] |
| Південна Корея           | Секретний агент                       | 밀정                                  | корейська                                    | Кім Чжі Ун                               | Не номінований | [ 64 ] |
| Польща                   | Післяобрази                           | Powidoki                              | польська                                     | Анджей Вайда                             | Не номінований | [ 65 ] |
| Португалія               | Листи з війни                         | Cartas da Guerra                      | португальська                                | Іво Феррейра                             | Не номінований | [ 66 ] |
| Росія                    | Рай                                   | Рай                                   | російська, німецька, їдиш, французька        | Андрій Кончаловський                     | Шорт-лист      | [ 67 ] |
| Румунія                  | Сьєраневада                           | Sieranevada                           | румунська                                    | Крісті Пую                               | Не номінований | [ 68 ] |
| Саудівська Аравія        | Барака зустрічає Бараку               | بركة يقابل بركة                       | арабська                                     | Махмуд Саббаг                            | Не номінований | [ 69 ] |
| Сербія                   | Щоденник машиніста                    | Дневник машиновође                    | сербська                                     | Мілош Радович                            | Не номінований | [ 70 ] |
| Сінгапур                 | Учень майстра                         | Apprentice                            | малайська                                    | Джунфен Бу                               | Не номінований | [ 71 ] |
| Словаччина               | Нова Єва                              | Eva Nová                              | словацька                                    | Марко Скоп                               | Не номінований | [ 72 ] |
| Словенія                 | Г'юстон, у нас проблеми!              | Houston, imamo problem!               | словенська, сербська, хорватська, англійська | Жига Вірч                                | Не номінований | [ 73 ] |
| Таїланд                  | Карма                                 | อาปัติ                                  | тайська                                      | Канітта Квану                            | Не номінований | [ 74 ] |
| Тайвань                  | Тримайтеся, діти!                     | 只要我長大                            | мандаринська                                 | Лага Мібоу                               | Не номінований | [ 75 ] |
| Туніс                    | Коли я відкриваю очі                  | À peine j'ouvre les yeux              | арабська французька                          | Лейла Бузід                              | Не номінований | [ 76 ] |
| Туреччина                | Холод Каландару                       | Kalandar Soğuğu                       | турецька                                     | Мустафа Кара                             | Не номінований | [ 77 ] |
| Угорщина                 | Від щирого серця                      | Tiszta szívvel                        | угорська                                     | Аттіла Тілль                             | Не номінований | [ 78 ] |
| Україна                  | Українські шерифи                     |                                       | українська                                   | Роман Бондарчук                          | Не номінований | [ 79 ] |
| Уругвай                  | Хлібні крихти                         | Migas de pan                          | іспанська                                    | Манане Родрігес                          | Не номінований | [ 80 ] |
| Філіппіни                | Мама Роза                             | Ma' Rosa                              | тагальська                                   | Бріянте Мендоса                          | Не номінований | [ 81 ] |
| Фінляндія                | Найщасливіший день у житті Оллі Мякі  | Hymyilevä mies                        | фінська                                      | Юго Куосманен                            | Не номінований | [ 82 ] |
| Франція                  | Вона                                  | Elle                                  | французька                                   | Пол Верховен                             | Не номінований | [ 83 ] |
| Хорватія                 | На іншій стороні                      | S one strane                          | хорватська                                   | Зрінко Огреста                           | Не номінований | [ 84 ] |
| Чехія                    | Загублені в Мюнхені                   | Ztraceni v Mnichově                   | чеська                                       | Петр Зеленка                             | Не номінований | [ 85 ] |
| Чилі                     | Неруда                                | Neruda                                | іспанська                                    | Пабло Ларраін                            | Не номінований | [ 86 ] |
| Чорногорія               | Чорна булавка                         | Igla ispod praga                      | сербська                                     | Іван Маринович                           | Не номінований | [ 87 ] |
| Швейцарія                | Життя Кабачка                         | Ma vie de Courgette                   | французька                                   | Клод Барра                               | Шорт-лист      | [ 88 ] |
| Швеція                   | Людина на ім'я Уве                    | En man som heter Ove                  | шведська                                     | Ганнес Голм                              | Шорт-лист      | [ 89 ] |
| Японія                   | Якби я жив зі своєю мамою             | 母と暮せば                            | японська                                     | Йодзі Ямада                              | Не номінований | [ 90 ] |

## Зміни
- Спочатку Туніс висунув фільм «Квітка Алеппо» режисерки Ріди Бехі, але згодом він був замінений на стрічку «Коли я відкриваю очі» Лейли Бузід[76][91].
- Ізраїль вперше висунув на премію «Оскар» повністю арабськомовний фільм — ним стала стрічка «Піщана буря» Еліт Зексер[29][92].
- У серпні 2016 року було повідомлено, що Американська кіноакадемія затвердила новий склад Українського Оскарівського комітету, що дозволило Україні висунути свій фільм — документальну стрічку «Українські шерифи» режисера Романа Бондарчука[93][94]. Претендент відбирався з-поміж трьох фільмів: «Гніздо горлиці», «Пісня пісень» та «Українські шерифи»[95].

## Скандали
Режисери бразильських фільмів «Неоновий бик», «Не називай мене сином», «Моїй мертвій коханій» відкликали свої заявки з розгляду на знак протесту проти призначення кінокритика Маркуса Петручеллі головою бразильського оскарівського комітету через його «заангажованість та конфлікт інтересів». Раніше, Петручеллі звинуватив у лицемірстві та брехні творчу команду фільму «Водолій», який розглядався одним із фаворитів на висунення на премію «Оскар» від Бразилії, через перформанс творців з гаслами «Бразилія більше не демократія» і «У Бразилії відбувається держпереворот», який вони зробили на червоній доріжці Каннського кінофестивалю, виступаючи проти оголошення імпічменту президенту Бразилії Ділмі Русеф. Акторка Інгра Ліберату та режисер Гільєрмі Фіуза Зенья вийшли зі складу бразильського оскарівського комітету, який в підсумку висунув фільм «Маленький секрет».